# Siraj-ud-daula
Siraj-ud-daula, född 1733, död  2 juli 1757, var furste (subadar) över Bengalen, Bihar och Orissa. Sonson till Ali Vardi Khan. Han förlorade sitt rike efter nederlaget i slaget vid Plassey 1757 till Brittiska Ostindiska Kompaniet och Robert Clive.